# HK Aranäs
Handbollsklubben Aranäs (HK Aranäs) är en handbollsklubb från Kungsbacka i Hallands län, bildad den 20 februari 1947. Klubben är främst känd för sin omfattande ungdomsverksamhet, som är Sveriges näst största inom handboll efter IK Sävehofs. Herrseniorlaget debuterade i högsta divisionen, nuvarande Handbollsligan, säsongen 2010/2011. Damlaget vann Allsvenskan 2022/2023 och kommer därmed att debutera i SHE säsongen 2023/2024.

## Historia
Handbollsklubben Aranäs bildas den 20 februari 1947 vid ett möte i ett hus på Gårdskullavägen i Kungsbacka. Närvarande var Per-Erik Persson, Rune Bergbom, Bengt Landin, Lars Olmarker och Rolf Svensson (Sävman). Den sistnämnda, Rolf Sävman, brukar ses som initiativtagare till att föreningen bildades. Vid ett allmänt möte den 14 augusti anslöt Elon Josefsson, sedermera kallad "Mr Aranäs", till föreningen. Han förblev verksam i HK Aranäs fram till sin död 2019, i 50 år som styrelseledamot varav 20 år som ordförande.
1957 premiärspelade föreningens damlag i seriespel.
1970 blev klubbens Helena Åkesson uttagen till juniordamlandslaget.
1977–1978 arrangerades skolcupen för årskurs 4 i klubben och får cirka 500 deltagare.
1994 vann herrjuniorlaget JSM-guld.
2008 vann herrlaget division 1 södra och spelade därmed i näst högsta divisionen följande säsong, Allsvenskan 2008/2009.
Säsongen 2010/2011 spelade herrlaget sin första säsong i den högsta divisionen, Elitserien (nuvarande Handbollsligan).
I mars 2013 nekades klubben elitlicens och herrlaget flyttades därför ner från Elitserien till Allsvenskan 2013/2014. Säsongen 2015/2016 var laget tillbaka i Elitserien igen, efter att ha kommit på fjärdeplats i Allsvenskan och sedan på andraplats i kvalserien. 2017/2018 förlorade man kvalspel och blev nedflyttade. Säsongen 2020/2021 var man tillbaka i högsta ligan igen. 
Säsongen 2022/2023 vann damlaget Allsvenskan, och kommer därför att debutera i högsta divisionen SHE 2023/2024. Samma säsong tog sig herrlaget till slutspel i Handbollsligan för första gången.

## Aranäs Open
Aranäs Open är en handbollsturnering för ungdomar som arrangeras utomhus på gräsplaner, i Kungsbacka.

## Spelare i urval
- Tommy Atterhäll (2010–2017)
- Niclas Barud (–2004)
- Daniel Bergqvist (2013–2023)
- Alexander Borgstedt (2008–2012)
- Mathias Franzén (–1995)
- Mikael Franzén (–1994)
- Magnus Lindén (–1996)
- Pelle Linders (–1995, 2010–2011)
- Rickard Lönn (–2008)
- Pontus Mellegård (2014–2018)
- Fredrik Ohlander (–1996)
- Hans Olsson
- Mikael Sundlin (–1995)
- Peter Swenson (–1997)
- Hampus Wanne (2011–2013)
- Oscar Lindqvist (–2024)

## Tränare för herrlaget i urval
- Mikael Gustavsson och Danny Sjöberg (2001–2004)
- Jerry Hallbäck och Mikael Franzén (2004–2008)
- Mikael Franzén och Niklas Virolainen (2008–2010)
- Dennis Sandberg (2010–2012)
- Jerry Hallbäck (2012–2017)
- Toni Johansson (2017–2020)
- Jerry Hallbäck (2020–2024)
- Magnus Siglev (2024–)